# Моржински дворец
Моржинският дворец или Дворец (на) Моржин (на чешки: Morzinský palác; на немски: Palais Morzin) е бароков дворец в Прага, квартал Мала Страна, на улица Нерудова 5.
Построен е от Ян (Джовани) Блажей Сантини-Айхел (Jan Blažej Santini Aichel, Giovanni Biagio Santini) – чешки архитект от италиански произход. Придобит е от графския род Моржин/Морцин (Morzin) през 1668 г. Първата месторабота като капелмайстор на Йозеф Хайдн е при граф Моржин и вероятно младият композитор е работил в сградата.
След издаването (1781) от император Йозеф II на Патента на толерантност (едикт, разширил в Хабсбургските земи религиозните свободи на християните извън католицизма) в двореца е създадена от ген. Вурмс първата в Бохемия протестантска молитвена зала.
Сградата е собственост на графовете до 1881 г. Понастоящем в нея се помещава Посолството на Румъния в Прага.

## Галерия
- Общ изглед
- Входът с орнаментите
- Атланти на фасадата, дело на Фердинанд Максмилиан Брокоф
- Паметна плоча на княз Михаил